# 刃鳴散らす
『刃鳴散らす』（はなちらす）は、ニトロプラスが2005年9月30日に発売したアダルトゲーム。

## 概要
21世紀の架空の日本帝国を舞台とした剣劇アドベンチャーで、発売前には『テックジャイアン』2005年9月号を皮切りにアダルトゲーム専門誌で紹介されている。ゲーム以外にも短編小説の「枝篇 刃鳴散らす」が『ザ・スニーカー』に2005年06月号より全3回で連載されていた。

## ストーリー
２１世紀初頭・東京。
　前大戦以来、南北を他国に占領され続けている日本帝国において、その名は首都としてではなく、最悪の無法都市として知られている。
　折しも世界はテロリズムの大流行の渦中。そんな時代にあってなお特筆すべき東京に、しかし銃声は響かない。爆音が轟くこともない。
　聴こえるものは剣撃の音。無数の刃鳴。
　旧帝都東京府は警察力を火器規制という一点に注いだがため、それらによるテロの悪夢は免れていたが、代わって鋼の刃による闘争が白昼横行するという奇怪な魔境となっていた。
　市民は怯え、兇徒は襲い、武人は戦う。
　これは、そんな荒廃の都市で数多綴られた、小さな戦記録の一つ。
　剣狂者・武田赤音と、彼に斬られた想い人の仇討を遂げんとする復讐鬼にして魔剣「昼の月」の使い手・伊烏義阿との、相克の物語である。

## キャラクター紹介
武田赤音
声 - 鈴美巴
本作の主人公。古流剣術・刈流兵法の使い手にして、東京経済を支配する瀧川商事の食客。
小柄に赤い派手な女物の着物を身に纏った、少年のような容姿をしているが、宿敵である伊烏義阿との決着に固執し、そのために邪魔となるものは悉く排除しようとするなど、性格は残忍且つ冷酷。既に成人であると思われるが、言動は子供じみているともとれる自己中心的かつ冷笑的なものが多い。その一方で修練を欠かさず刀礼もきちんとこなすなど、剣に関しては真摯な人物。
瀧川商事の衛士達からは、弓の愛人と認識されており、畏怖と敬遠の混じった眼差しを向けられている。
数年前に起こった災害で行方不明になったとされており、戸籍上は死亡扱いになっている。
伊烏義阿
声 - オイリーはな
非合法武装集団「矛止の会」の傭兵。赤音と同じく刈流兵法の使い手であり、魔剣「昼の月」の会得者。
かつては赤音と同門の兄弟子で、赤音とは互いを認め切磋琢磨する信頼関係にあったが、赤音に想い人を殺された事で、彼を執拗に追いかけ復讐を遂げようとしている。
真面目な性格だが、少々根暗な所がある。
瀧川弓
声 - 守田羽糸
瀧川商事の社長を務める男装の麗人。立場上は「男」として振舞っているが、唯一、自分に「女」を求めてきた赤音を溺愛している。一人称は「僕」。
赤音の前では甘えた表情を見せるが、反面、社内の反社長派懐柔のためには冷酷な手段や態度も辞さない。
一輪
声 - 須本綾奈
本名を藤原一輪光秋という刀鍛冶師で、赤音・伊烏とも旧知の女性。あくまで傍観者に徹しており、赤音と義阿の戦いを静かに見守っている。
渡四郎兵
声 - 杉崎和哉
矛止の会の会士で、赤音への復讐のため会に加わった伊烏と共闘する。一度見ただけで運動・剣技の構造を理解できる能力の持ち主で、表面的には柔和な好男子だが、その実像は自分の才幹に自惚れるあまり、心底から他人を見下す殺人鬼でもある。
八坂
声 - 飲鳥筆
瀧川弓の護衛を務める屈強の武人。瀧川家には先々代の当主から仕えており、現在の当主である弓にも忠実に従っている。
弓を護衛する事だけを貫こうとしており、弓を弄んでいる気配を見せる赤音の事を嫌悪している。
東京武界の最高位、剣匠二十四傑が一。
桂葉恭子
声 - 歌織
瀧川商事の第二管理局長を務める幹部社員。社内の派閥では反社長派に属し、巧妙に立ち回って勢力を伸長させている。
武田笙
声 - 木村あやか
武田赤音の姉。数年前の事件により記憶を失っている。その時に負傷した目を保護するために遮光器を付けており、東京の病院に入院している。
石馬戒厳
声 - 北都南
軍人にして文筆家。女ながら陸軍少将の地位へ上り詰めた女傑にして不可思議な力を持つ魔導師。退役後、日米安保条約に反対し1970年11月25日、市ヶ谷駐屯地にて決起演説を行う。同25日にはクーデターに賛同した陸軍部隊により首都機能を掌握。以後軍事政権を樹立し内閣総理大臣に就任。国益ではなく精神面での日本の保護政策をとり、国内外から徹底的な反発を浴びる。
1973年6月、名古屋遷都後内閣総辞職。自身を(おそらく)終身東京府知事に任命した。「城壁」をもって東京を封鎖。東京府からの外国人追放、銃器の単純所持禁止、など物理的・精神的に徹底した海外思想排斥政策を施し、「日本人の心」を取り戻そうとした。
武士道を全国民に敷衍し人々を侍にしようとした石馬戒厳の思想は後世に強い影響を及ぼした。日本古来の文化思想を尊ぶイデオロギーとして「イシマ主義」が生まれ、この主義者は「イシマ志士」と名乗り呼ばれた。石馬の精神的な後継者を名乗り、多くの武装組織が活動している。
なお、現東京府知事は戒厳の姉の息子で、戒厳の甥にあたる。

## 主なスタッフ
- シナリオ - 奈良原一鉄
- 原画 - 大崎シンヤ
- 音楽 - ZIZZ STUDIO

## 主題歌
オープニングテーマ「残夢」
歌 - 小野正利
エンディングテーマ「蛍火」
歌 - いとうかなこ

### 客演作品
サバト鍋-Nitro Amusement Disc-
『戒厳の野望』の続編的内容を描くミニゲーム『戒厳聖都』を収録。
ニトロ+ロワイヤル -ヒロインズデュエル-
石馬戒厳がプレイアブルキャラクターとして登場。
ニトロプラス ブラスターズ -ヒロインズ インフィニット デュエル-
石馬戒厳がパートナーキャラクターとして登場。